# 예를 들어 라스트 던전 앞 마을의 소년이 초반 마을에서 사는 듯한 이야기
예를 들어 라스트 던전 앞 마을의 소년이 초반 마을에서 사는 듯한 이야기(たとえばラストダンジョン前の村の少年が序盤の街で暮らすような物語)는 사토 토시오(작가), 와타누키 나오(일러스트)가 원작한 일본의 라이트 노벨 소설 작품이다. 「소설가가 되자」에서 2017년 2월부터 웹 소설로 발간. 2018년부터 GA 문고(소프트뱅크 크리에이티브)에서 간행. 제8회 GA 문고 대상 우수상을 수상...

## 줄거리
고향 마을에서는 가장 약한 존재였던 소년 로이드 벨라돈나는, 소설에서 읽은 군인이란 존재에 동경을 품게 된다. 나도 언젠가는 저런 강한 군인이 되고 싶다...
결국 꿈을 쫓아 도시로 나가기로 결심한 로이드는 촌장의 추천을 받아 아자미 왕국의 사관학교로 떠나게 된다. 하지만 로이드는 꿈에도 모르는 사실이 있었으니, 로이드의 고향 마을은 예를 들면 라스트 던전의 앞에 위치하고 있을 법한, 인외마경의 마을이었고 그곳에서 최약의 존재였던 로이드는 바깥 세상에선 초인급 존재였다는 것을...